# Lista de ferramentas para criar sistemas Live USB
Algumas ferramentas para a criação de sistemas Live USB:
- UNetbootin (Ubuntu, Fedora, ...)
- Ubuntu Live USB creator (Ubuntu)
- Live USB system creator (Ubuntu)
- cd2usb (Ubuntu)
- Fedora Live USB creator (Fedora)
- Portable Workspace Creator (Windows 8)